# Cardedeu
Cardedeu ist eine katalanische Stadt in der Provinz Barcelona im Nordosten Spaniens. Sie liegt in der Comarca Vallès Oriental.

## Lage und Klima
Cardedeu liegt nordöstlich der Hauptstadt der Comarca (Kreisstadt) Granollers in einem breiten Tal, der Vorküstensenke, das zur Küste hin vom Katalanischen Küstengebirge (katalanisch Serralada Litoral Catalana) und zum Landesinneren vom Massiv des Montseny, Teil des Katalanischen Vorküstengebirges (katalanisch Serralada Prelitoral Catalana), begrenzt wird.

## Geschichte
Aufgrund der Lagegunst in der Vorküstensenke an der Via Augusta lässt sich die Besiedlung der Region bis zur Römerzeit belegen. Cardedeu selbst ist mittelalterlichen Ursprungs. Die erste urkundliche Erwähnung Cardedeus datiert zurück in das Jahr 941 als Carotitulo.
Im Jahre 1272 wurde der damals als Cardedol bezeichneten Siedlung vom König das Marktrecht und das Recht eine Stadtmauer zu errichten verliehen. 
Es wurde verfügt, dass der Pfad des Königs, der von Barcelona nach Frankreich führt, durch Cardedeu verlaufen soll. Die Adelsfamilien Montells i Lledó wurden mit der Kontrolle der Einhaltung der Gesetze beauftragt.
Im Jahr 1448 ereignete sich ein schweres Erdbeben, das sein Epizentrum zwischen Cardedeu und Llinars del Vallès hatte. Ihm fielen mehrere hundert Menschen zum Opfer und der Kirchturm stürzte ein.
In der Neuzeit entwickelte sich die Stadt aufgrund der strategisch günstigen Lage mehr und mehr zu einem wichtigen Standort. Sie wurde in kriegerischen Auseinandersetzungen (z. B. Guerra dels Segadors) erobert und niedergebrannt. Trotz allem prosperierte die Stadt und erreichte gemäß der Volkszählung von Floridablanca im Jahr 1787 eine Einwohnerzahl von 1.085.
Mit dem Bau der Eisenbahnlinie von Barcelona nach Sant Celoni und weiter nach Girona setzte sich die Phase wirtschaftlichen Wohlstands fort. Diese günstige Entwicklung wurde nur unterbrochen von wiederholten Interventionen carlistischer Truppen, die 1873 in Cardedeu einmarschierten und brandschatzten. 
Ab 1880 entwickelte sich die Stadt zu einer touristischen Destination für Sommerfrischler aus Barcelona und anderen Städten. In dieser Zeit entstanden viele Bauten des Katalanischen Jugendstils (Modernisme). Cardedeu wurde aufgrund seiner landschaftlich reizvollen Lage schnell zu einer beliebten Wohnstadt. Der sich durch die gesamte Stadt ziehende alte Baumbestand stellt eines der Charakteristika einer Gartenstadt dar.

## Kultur und Sehenswürdigkeiten
Neben einer Vielzahl architektonisch wertvoller Bauten des Modernisme sind in Cardedeu auch Reste romanischer und gotischer Architektur zu finden. 
In Cardedeu wurde im Jahr 1979 der erste lokale Fernsehsender (Televisió de Cardedeu) Spaniens gegründet, der 1980 den regulären Sendebetrieb aufnahm.

## Wirtschaft und Verkehr
Cardedeu liegt direkt an der Autobahn AP-7, die von Barcelona nach Girona und weiter nach Frankreich führt.
Einmal stündlich besteht eine Nahverkehrsverbindung mit Rodalies Barcelona zwischen Barcelona und Cardedeu bzw. nach Norden in Richtung Sant Celoni.

## Söhne und Töchter der Stadt
- Jaume Fort Mauri, Handballspieler, * 25. Juli 1966 in Cardedeu.